# Mirepoix (Gers)
Mirepoix (gaskognisch: Mirapeish) ist eine französische Gemeinde mit 229 Einwohnern (Stand: 1. Januar 2022) im Département Gers in der Region Okzitanien (vor 2016 Midi-Pyrénées). Sie gehört zum Arrondissement Auch und zum Kanton Gascogne-Auscitaine. Mirepoix ist zudem Mitglied des 2001 gegründeten Gemeindeverbands Grand Auch Cœur de Gascogne. Die Einwohner werden Mirepécien(ne)s genannt.

## Lage
Mirepoix liegt etwa zehn Kilometer nordnordöstlich der Stadt Auch. Umgeben wird Mirepoix von den Nachbargemeinden Gavarret-sur-Aulouste und Miramont-Latour im Norden, Tourrenquets im Osten, Crastes im Südosten, Montaut-les-Créneaux im Süden, Preignan im Südwesten sowie Sainte-Christie im Westen.

## Bevölkerungsentwicklung
| Jahr                                                | 1962 | 1968 | 1975 | 1982 | 1990 | 1999 | 2006 | 2011 | 2020 |
| Einwohner                                           | 177  | 171  | 154  | 150  | 162  | 171  | 189  | 203  | 232  |
| Quellen: Cassini und INSEE; heutiges Gemeindegebiet |      |      |      |      |      |      |      |      |      |

## Sehenswürdigkeiten
- Kirche Saint-Jean-Baptiste
- Schloss Reveillon aus dem 15. Jahrhundert

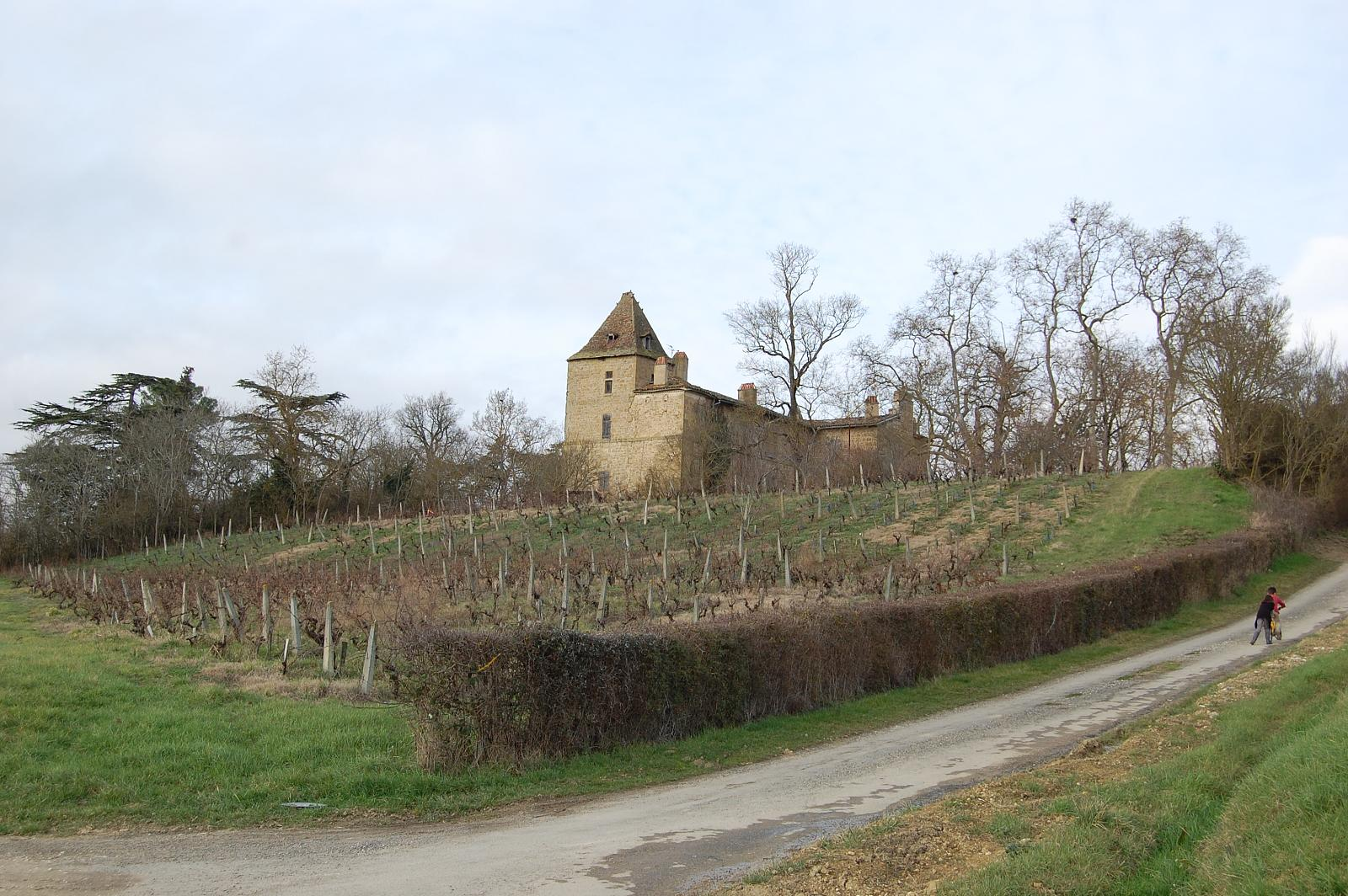
Schloss Reveillon